# Nassaubrug (Antwerpen)
De Nassaubrug is een brug voor voetgangers en fietsers in het Antwerpse havengebied op de rechteroever van de Schelde. De brug ligt over de smalle verbinding tussen het Bonapartedok en het Willemdok in de oude haven van Antwerpen en verbindt daarmee het dokkencomplex met het Eilandje en de Sint-Laureiskaai aan de noordkant van het Bonapartedok. Het is de oudste brug van de Antwerpse haven, gebouwd in 1867 en een eerste maal hersteld in 1912.
De Nassaubrug is een draaibrug aangedreven door waterdruk met een doorgangsbreedte van 16 meter. De brug werd in 2004 grondig gerestaureerd en moet momenteel nog slechts zelden geopend worden (uitgezonderd tijdens de Tall Ships' Races). De brug is een beschermd monument en wordt alleen gebruikt door voetgangers en fietsers.
Boven de brug hangt er een draad van de Antwerpse eroev.
Albertbrug · Asiabrug · Berendrechtbrug · Boudewijnbrug · Droogdokbrug · Farnesebrug · Frederik Hendrikbrug · Kattendijkbrug · Kempischebrug · Kruisschansbrug · Lefèbvrebrug · Lillobrug · Londenbrug · Luikbrug · Meestoofbrug · Melselebrug · Mexicobrug · Nassaubrug · Noorderlaanbrug · Noordkasteelbrug · Noordlandbrug · Oosterweelbrug · Oudendijkbrug · Petroleumbrug · Royersbrug · Siberiabrug · Straatsburgbrug · Van Cauwelaertbrug · Willembrug · Wilmarsdonkbrug · Zandvlietbrug · Ophaalbrug Merksem Groot Dok · Ophaalbrug Merksem Klein Dok